# Li'l Red Riding Hood
Li'l Red Riding Hood är en låt skriven av Ron Blackwell. Låten spelades in 1966 av den amerikanska musikgruppen Sam the Sham and the Pharaohs som fick en stor hit med den. Den kom att bli deras andra topp 10-hit i USA efter "Wooly Bully" 1965 och sålde sedermera guld där. Låten blev även en stor hit i Kanada, Australien och Nya Zeeland, och en mindre framgång i Sverige, Storbritannien och Tyskland.
Texten är en humoristisk tolkning av sagan Rödluvan och sjungs ur vargens perspektiv. Genom hela låten simulerar sångaren Domingo "Sam" Samudio en vargs ylande.

## Listplaceringar
| Lista (1966)   | Position              |
| -------------- | --------------------- |
| Australien     | 9 (Go Set)            |
| Kanada         | 2 (RPM)               |
| Nya Zeeland    | 3 (NZ Listner)        |
| Storbritannien | 46                    |
| Sverige        | 16 (Kvällstoppen)     |
| Sverige        | 6 (Tio i topp)        |
| USA            | 2 (Billboard Hot 100) |
| Västtyskland   | 37                    |